# Pierre Lescot
Pour les articles homonymes, voir Lescot.
Pierre Lescot né en 1515 à Paris et mort le 11 septembre 1578 dans cette même ville est un architecte français. Il est célèbre pour avoir inauguré un style d'architecture classique « à la française », notamment en rénovant la façade du palais du Louvre.

## Biographie

### Origine et formation artistique

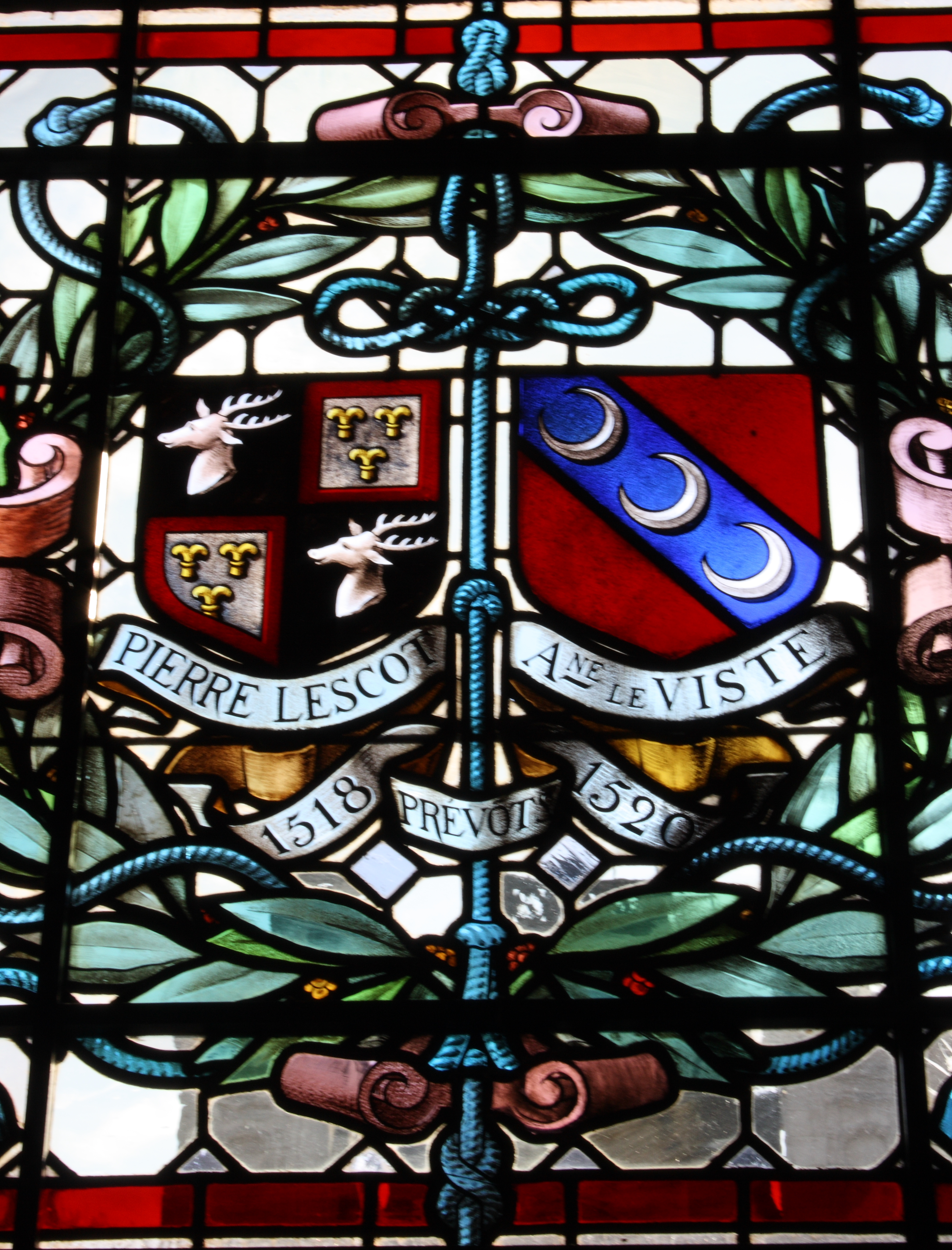
Armes du père de Pierre Lescot

La biographie de Pierre Lescot n'a jamais été écrite malgré l'abondance de minutes et de documents du XVIe siècle (plus de cent-vingt minutes et documents authentiques collationnés à ce jour). Mais contrairement à son contemporain, l'architecte Philibert Delorme, il n'est pas issu d'une famille de maçons ; en effet son père, Pierre Lescot, était seigneur de Lissy, au nord de Melun et de Clagny (aujourd'hui quartier de Versailles), conseiller puis procureur général en la Cour des aides en 1504, il est également conseiller de la ville de Paris jusqu'à sa mort et prévôt des marchands de Paris de 1518 à 1520.
À la mort de son père, en octobre 1533, Pierre Lescot fils hérite de la seigneurie de Clagny, apportée en dot par sa mère, Anne Dauvet, lors de son mariage avec son père.
Il fréquente l'Université de Paris où il devient « bachelier des lois » (soit licencié en droit), comme il est précisé sur certains actes notariés[réf. nécessaire].
Son talent est très précoce comme l'attestent les vers écrits sur lui par son ami Pierre de Ronsard (œuvre de Ronsard, édition de 1609 p. 985 in-8°), où le poète indique qu'à seulement vingt ans, Pierre Lescot excellait en peinture, dessin, mathématiques et architecture.

### Carrière
Ses grandes qualités artistiques lui permettent probablement d'être introduit à la Cour de François Ier, roi très amateur d'artistes et de peintres, dont il s'entoure.

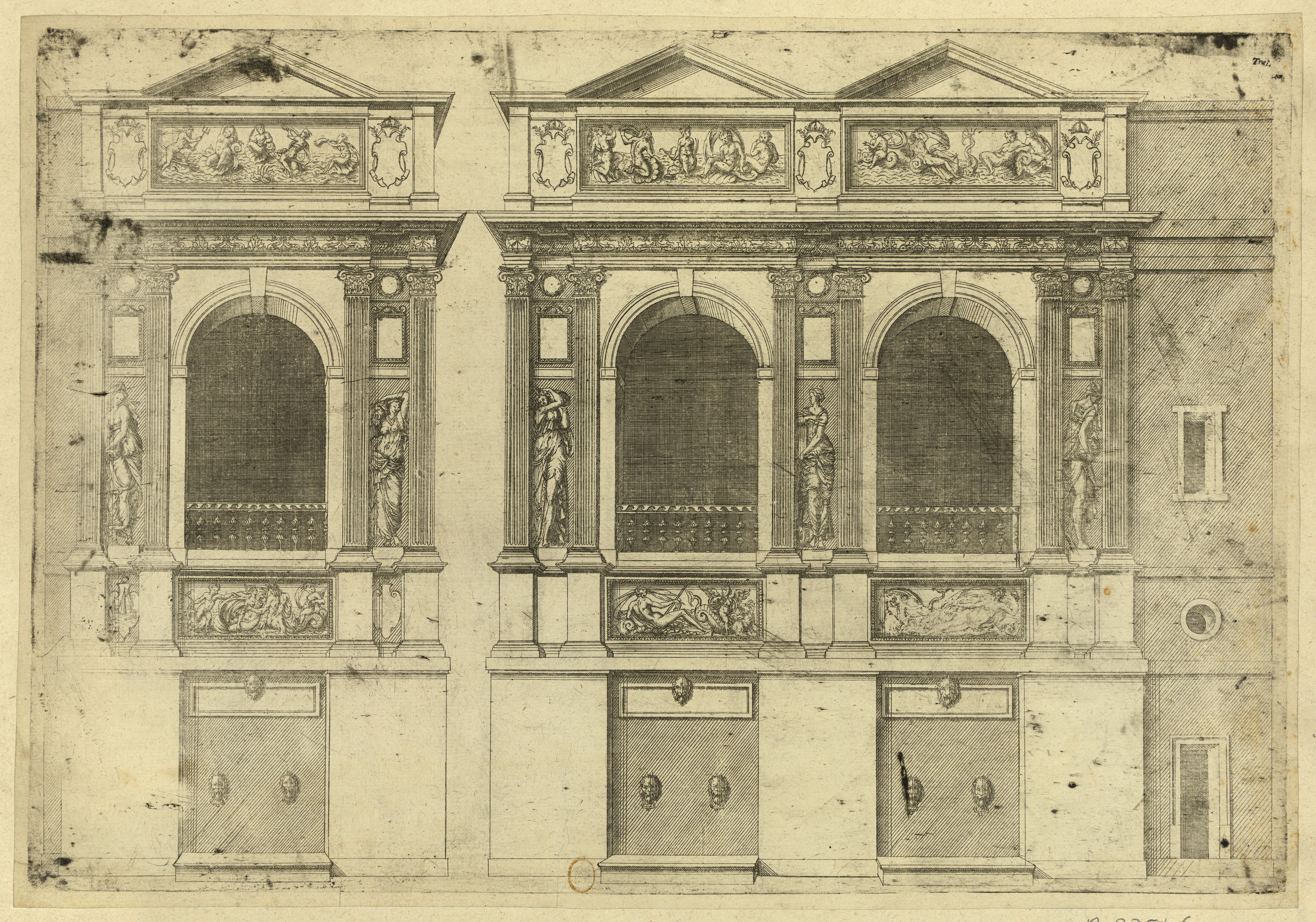
Fontaine des Saints-Innocents, 1560.

En 1546, le souverain le choisit pour être l’architecte du Louvre, dont il réalise l'angle sud-ouest de l'actuelle cour carrée. Il est ensuite reconduit comme architecte du Louvre, jusqu'à sa mort, sous les règnes successifs de Henri II, François II, Charles IX et Henri III.
Pierre Lescot a donc été l'architecte de cinq rois pendant trente-deux ans (1546-1578).
Pierre Lescot porte les titres suivants : Seigneur de Clagny au Val Gallie de 1533 à sa mort, seigneur de Coubert en Parisis de 1533 à 1558, superintendant des bâtiments du Louvre de 1546 à sa mort ; prieur-curé de Savigny-en-Sancerrois de 1541 à 1550, prévôt de l'église collégiale de Saint-Nicolas du Louvre en 1553, abbé commendataire de l'abbaye de Clermont (en Mayenne) de 1562 à 1577.
Ordonné prêtre en 1557, Pierre Lescot est mentionné comme aumônier ordinaire de plusieurs rois jusqu'à sa mort ; et enfin, il est chanoine de Notre-Dame de Paris à partir de 1554 (bien qu'il ne soit pas encore ordonné), où il sera inhumé selon son souhait le 12 septembre 1578 à l'âge de soixante-trois ans.
Léon Lescot fait poser sur la tombe de son oncle, à Notre-Dame de Paris, dans la chapelle des saints Ferréol et Ferrucien, une dalle de marbre blanc.

## Réalisations
- Le jubé de Saint-Germain-l'Auxerrois, de 1540 à Noël 1545, détruit en 1750 ;
- Le château de Vallery, de 1555 à 1559 ;
- La fontaine des Innocents, initialement appelée fontaine des Nymphes, construite en 1547 à 1549. Elle sera déplacée et remaniée en 1788, puis en 1860 ;
- L'hôtel Carnavalet, de 1549 à 1554, dénommé Hôtel de Ligneris à l'origine et achevé par François Mansart au XVIIe siècle ;
- La rénovation du Louvre avec le sculpteur Jean Goujon, de 1546 jusqu'à sa mort.

### Travail de Pierre Lescot auLouvre

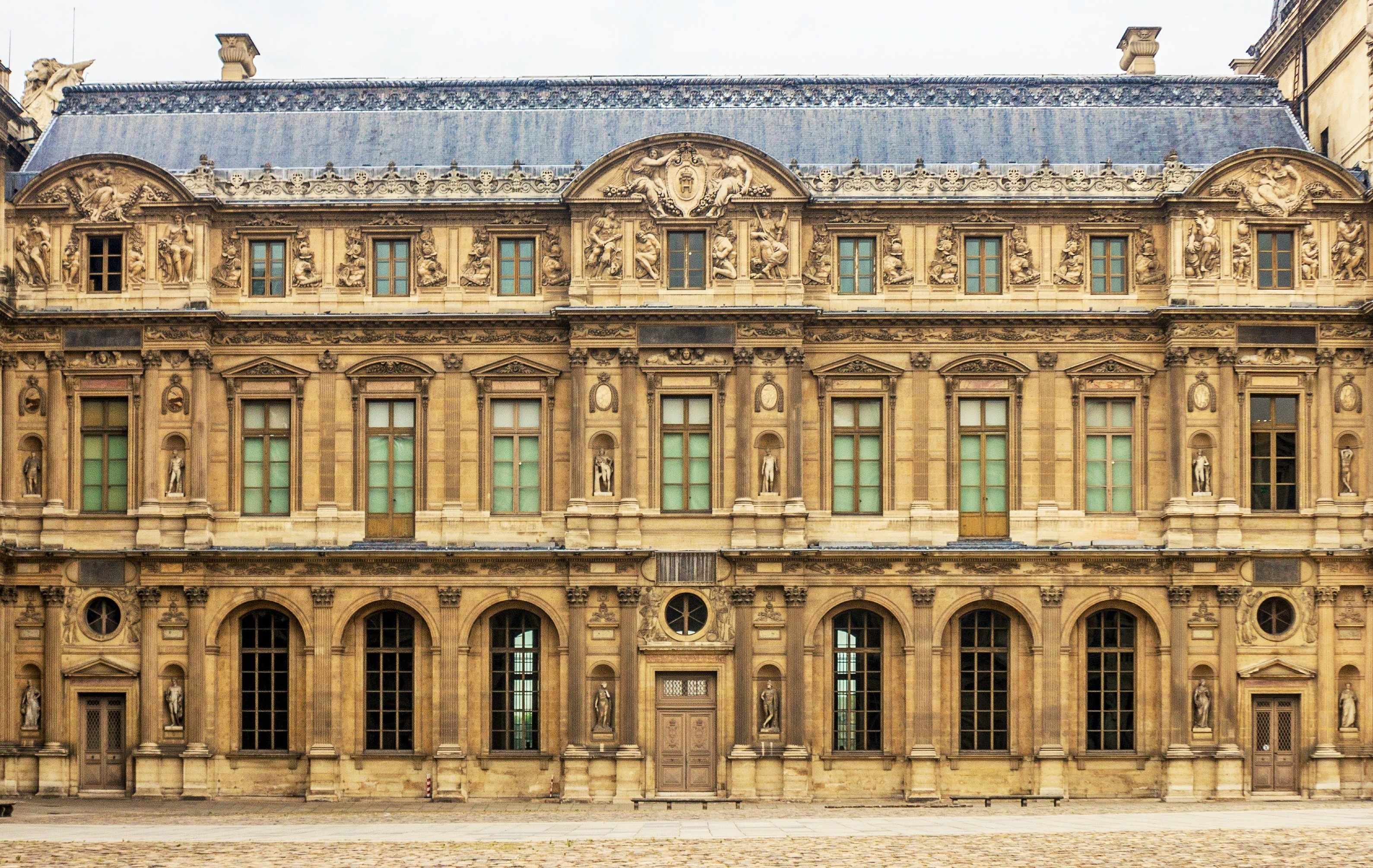
Aile Lescot au Louvre.

Préféré à l'architecte italien Sebastiano Serlio par François Ier, Pierre Lescot choisit les différents maîtres d'œuvre et artistes, dont le sculpteur Jean Goujon (auquel le roi a déjà confié des travaux de sculpture précédemment), pour construire le palais moderne du Louvre à la place du château fort du Louvre.
Lescot et Goujon collaborent lors de cette campagne de reconstruction en créant notamment la moitié sud de l'aile occidentale de l'actuelle Cour carrée du Louvre, partie nommée aile Lescot (en). Sa façade sur cour est restée intacte, ainsi qu'une partie du décor de l'ancienne salle de réception dite salle des Caryatides située au rez-de-chaussée et l'escalier d'honneur dit escalier Henri II qui occupe la dernière travée nord.

Le Louvre de Lescot est marqué par une forte inspiration antiquisante venue d'Italie (l'intérêt pour la Renaissance italienne est venue à la mode avec les Guerres d'Italie) dans un contexte français. Il apparaît comme un manifeste de l’architecture de la Renaissance française.

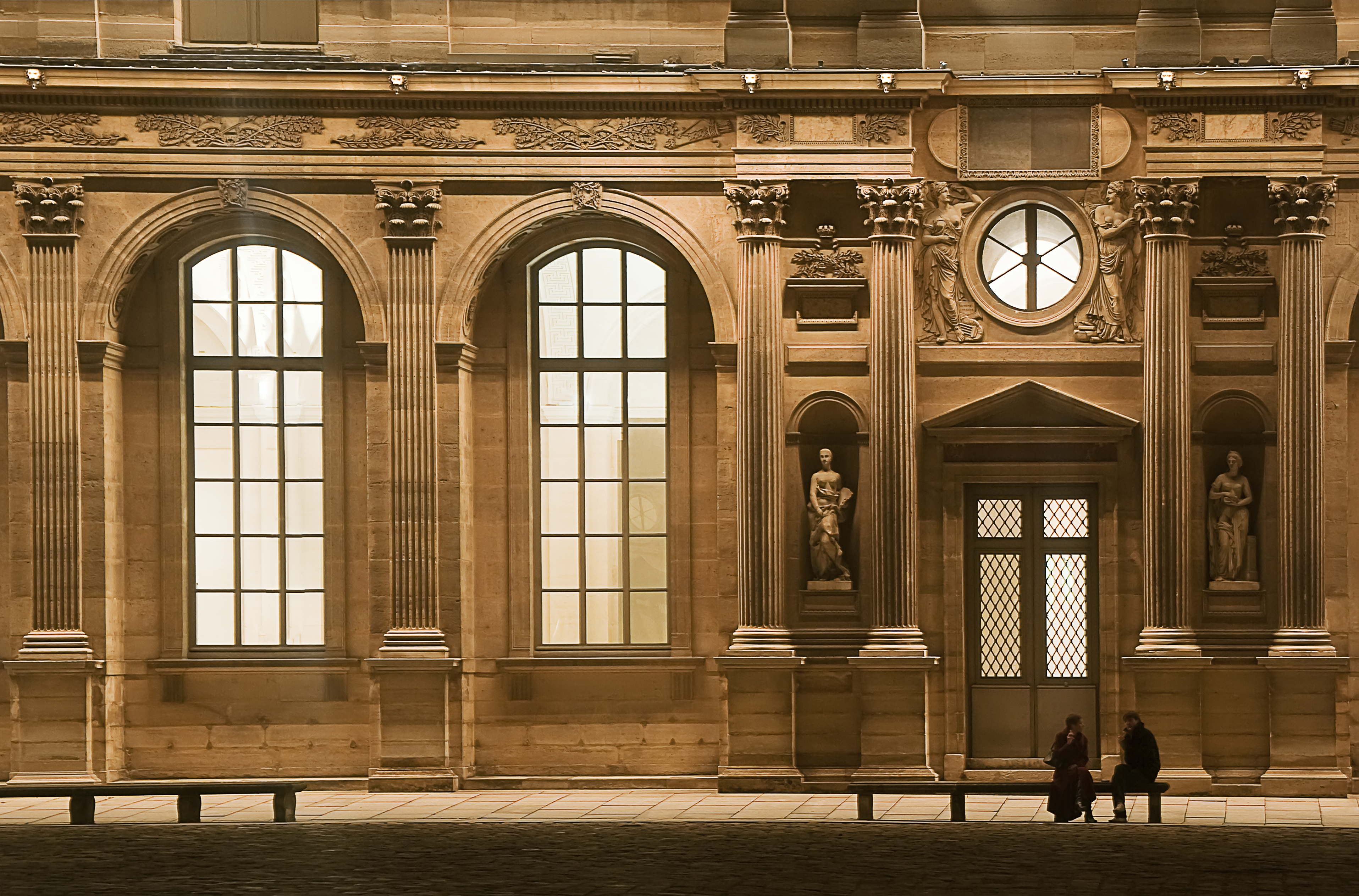
Aile Lescot, détail de la façade.

Le vocabulaire formel de l'architecture antique est largement utilisé : frontons, étagement des ordres (corinthien et composite), etc.
La composition de la façade est un compromis entre les façades plates italiennes et la tradition française des volumes contrastés : trois avant-corps à travée rythmique et couronnés de frontons cintrés à base interrompue.
L'avant-corps suggère encore les tours hors-œuvre qui animent les grands bâtiments gothiques, de même que la fausse galerie à rez-de-chaussée (évoquée par les profondes embrasures en plein-cintre dans lesquelles s'inscrivent des fenêtres qui semblent percées dans le mur du fond), sur laquelle les étages supérieurs sont légèrement en retrait, rappelle les galeries de distribution à rez-de-chaussée des bâtiments médiévaux.

Alors que les châteaux français de l'époque étaient couverts de hauts-combles en pavillon éclairés par des lucarnes, Lescot met en place un comble brisé — Lescot conserve la forte pente des toits médiévaux, mais remplace la partie haute par un terrasson invisible du sol — éclairé par un étage d'attique qui fait disparaître le toit.

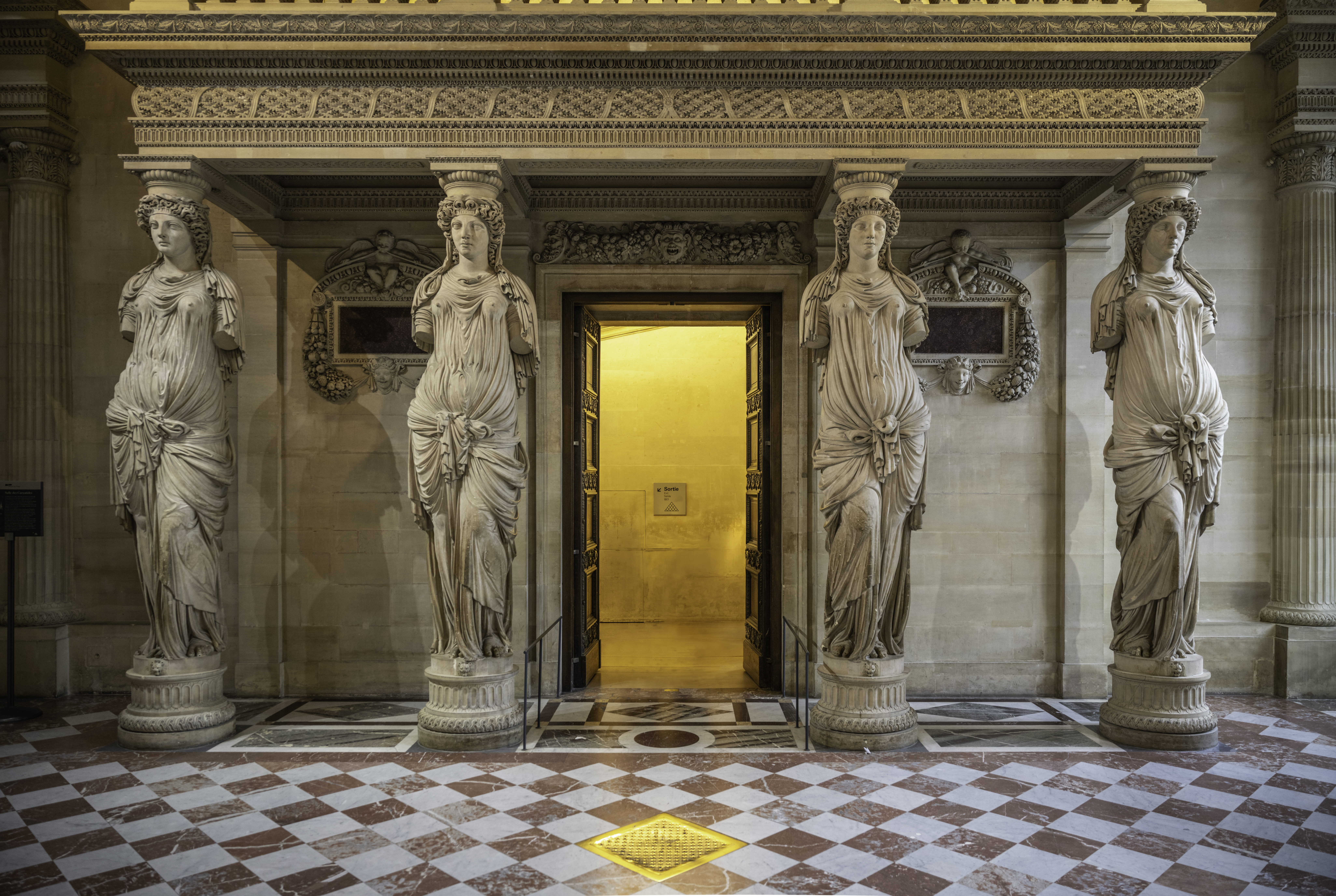
La tribune de la salle des Caryatides.

À l'intérieur, la tribune des cariatides, qui date de 1550, — inspirée de l'Érechthéion d'Athènes — fait s'interroger sur les relations avec la Grèce : on ne sait pas d'où vient le modèle en plâtre que Lescot a fourni à Jean Goujon.
En effet, Lescot ne s'est pas rendu en Grèce : la Grèce était depuis peu ottomane (1453), et les relations étaient avant tout marchandes, via Venise ou les marchands français, tels Jacques Cœur, avec l'Europe chrétienne. Mais l'on sait aussi que François 1er avait envoyé des missions diplomatiques au sultan turc, qui avait été lui-même accueilli à Marseille.
L'essentiel de l'architecture antique grecque a été redécouverte après la guerre d'indépendance grecque en 1830.
En réalité, Lescot et Goujon se sont très probablement inspirés des copies romaines des cariatides athéniennes réalisées pour orner le forum d'Auguste (2 av. J.-C.).
Le plafond de la chambre du roi, qui date de 1556, est un des premiers exemples français de plafond dit « à l'italienne » dont les architectes du siècle suivant se sont inspirés, à tel point qu'on pourrait dater ce plafond du XVIIe siècle.

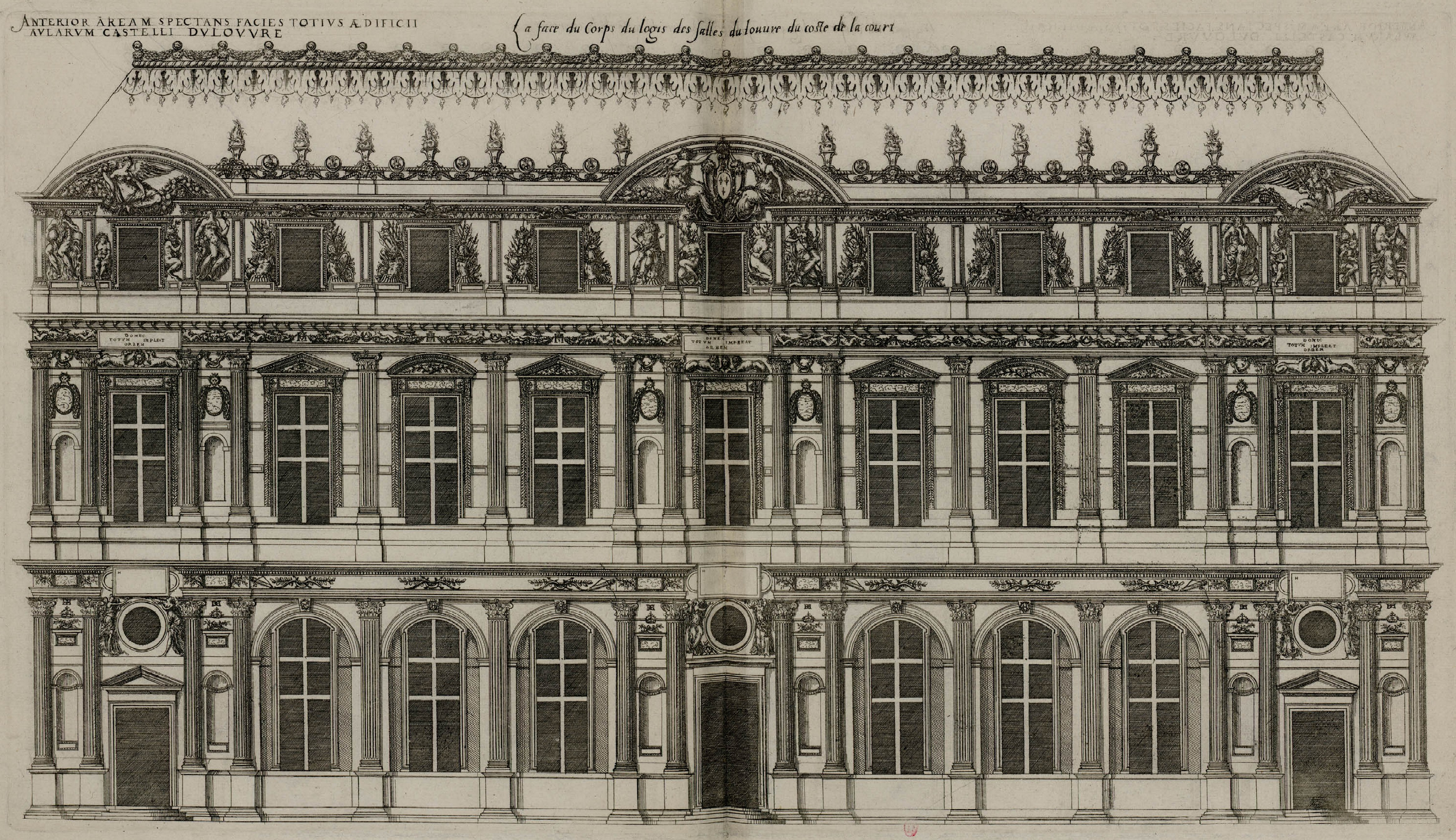
Aile Lescot au Louvre, par Androuet du Cerceau, 1579.

## Postérité
Le Louvre de Lescot a eu une influence considérable sur l'architecture française : la façade à trois avant-corps et à fausse galerie se répand à partir de 1550 au point de devenir un « gallicisme » architectural. Ce type d’architecture est appelé à être le bagage fondamental de l’architecture française tout au long des XVIe et XVIIe siècles, voire encore au XVIIIe siècle. Ce sera toujours par rapport à cette architecture que les autres styles devront se situer et se décider.
Au Louvre, Lescot met en place ce que l’on a appelé le classicisme que certains préfèrent appeler « architecture à la française ». Une aile du Louvre moderne porte le nom de Pierre Lescot.

## Représentations de Pierre Lescot
- Un buste de Pierre Lescot a été sculpté par Jean-Pierre Dantan en 1833.
- Une statue de Pierre Lescot est en façade l'hôtel de ville de Paris.
- Le sculpteur Henry de Triqueti a aussi réalisé en 1857 une statue de Pierre Lescot. Celle-ci qui est conservée dans l'aile Mollien du musée du Louvre.
- Dans la Galerie d'Apollon du Palais du Louvre se trouve une tapisserie fabriquée entre 1856 et 1859 par la Manufacture des Gobelins. Elle a été exécutée par Manigan, d'après un carton de Jean-Baptiste-Ange Tissier conservé au Musée des beaux-arts et de la dentelle d’Alençon[11].

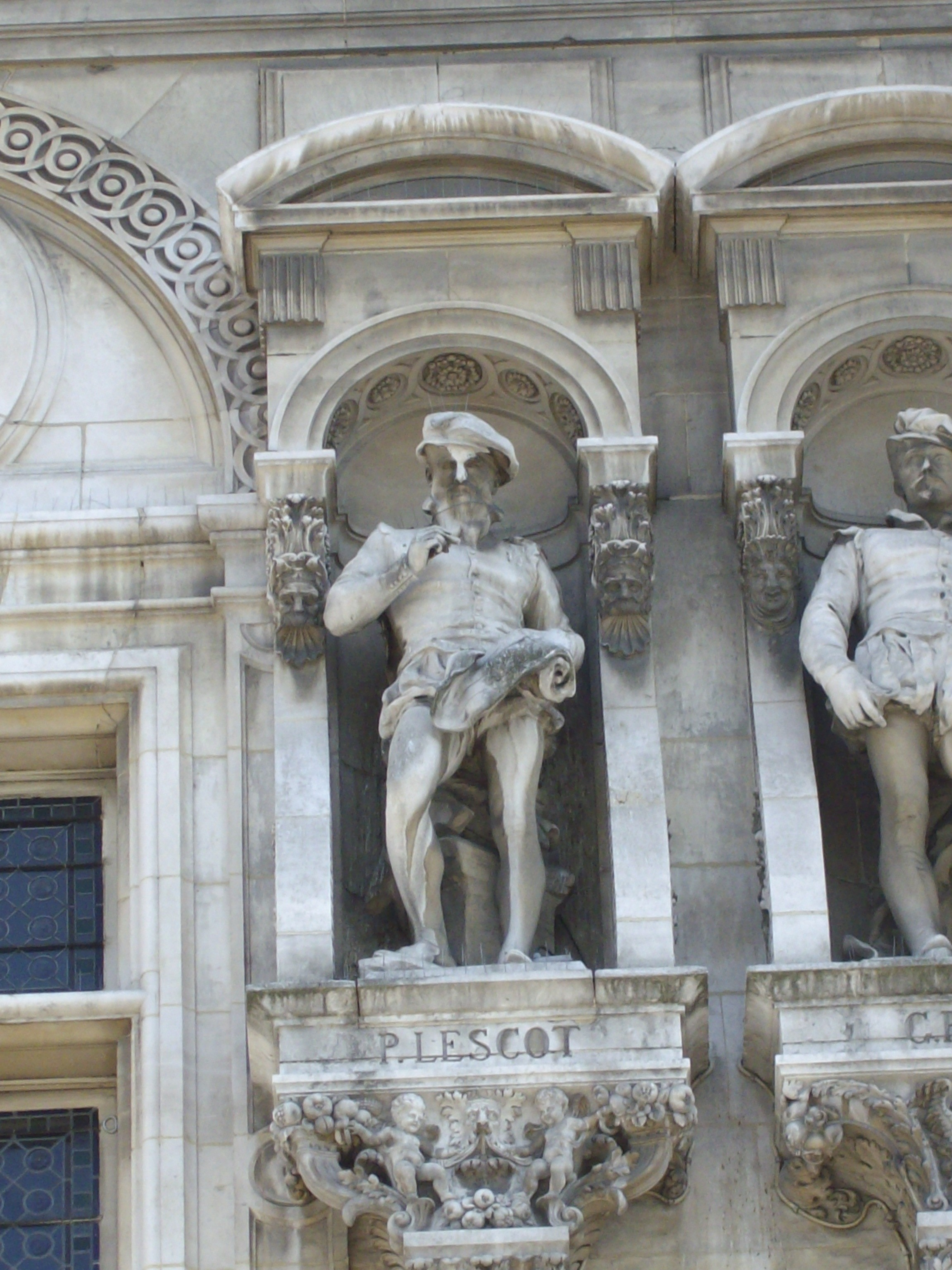
Statue sur l'hôtel de ville de Paris.
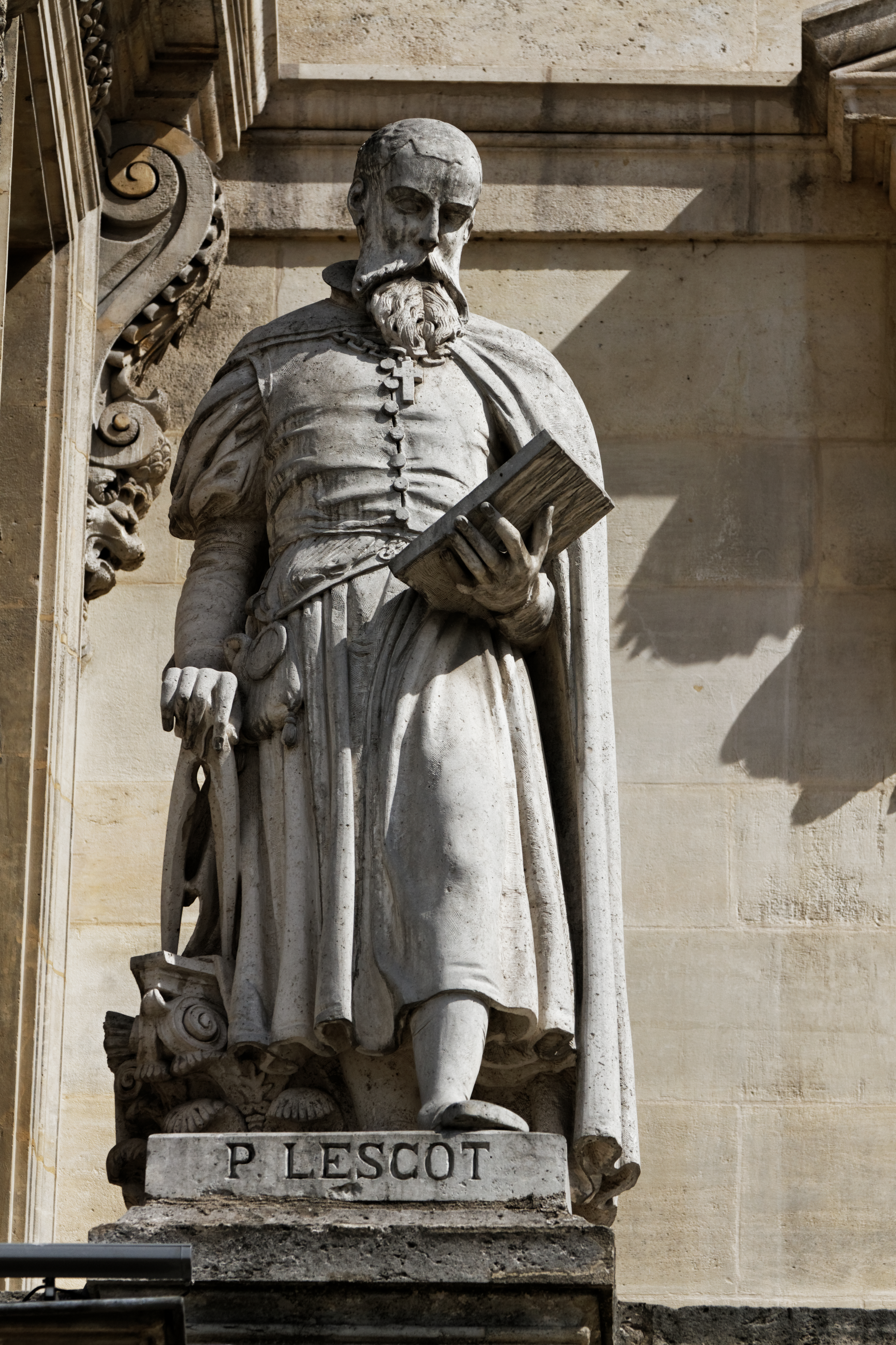
Statue réalisée par Henry de Triqueti en 1857.
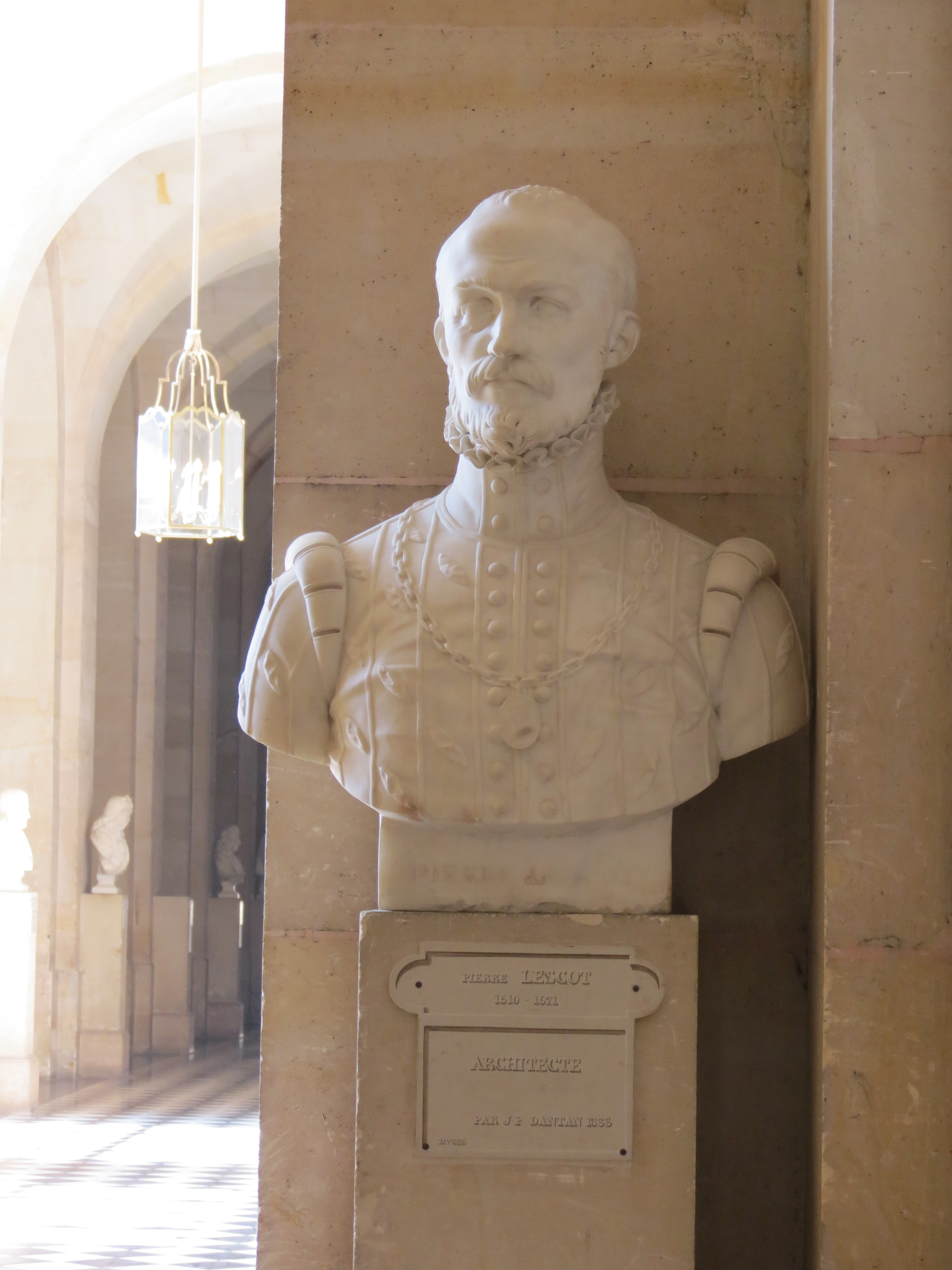
Buste de Pierre Lescot.

## Hommages
- Une rue Pierre-Lescot, donnant son nom à une sortie du centre commercial des Halles, se trouve dans le 1er arrondissement de Paris ainsi qu'un lycée d'enseignement commercial, situé également dans cet arrondissement.
- Une seconde rue à Versailles dans le quartier du Haut-Clagny.